# غواصة يو-157
كانت الغواصة يو-157 واحدة من 329 غواصة خدمت في البحرية الإمبراطورية الألمانية خلال الحرب العالمية الأولى.